# Victorella soulei
Victorella soulei is een mosdiertjessoort uit de familie van de Victorellidae. De wetenschappelijke naam van de soort is voor het eerst geldig gepubliceerd in 1976 door d'Hondt.